# Lerma-Chapala-Becken
Das Lerma-Chapala-Becken (spanisch: Cuenca Lerma-Chapala) in Mexiko ist das hydrologische Einzugsgebiet des Río Lerma von dessen Ursprung bis zur Mündung in den Chapala-See. Es ist eines der wichtigsten mexikanischen Flusssysteme und umfasst Teile von 127 Gemeinden in den fünf Bundesstaaten México, Querétaro, Michoacán, Guanajuato und Jalisco.
Das Becken hat erhebliche wirtschaftliche Bedeutung. Mit einer Fläche von 54,451 Quadratkilometern nimmt es weniger als 3 % der Gesamtfläche Mexikos ein, beheimatet jedoch 9,3 % der gesamten mexikanischen Bevölkerung und trägt mit deren wirtschaftlicher Aktivität rund 11,5 % zum nationalen Bruttoinlandsprodukt (BIP) bei (Stand 2009). Vor diesem Hintergrund sind die natürlichen Ressourcen im Gebiet, insbesondere auch Wasser, von großer Bedeutung. Das Becken ist eine strategische Binnenregion für die Entwicklung Mexikos, die Dynamik seines sozioökonomischen Wachstums hat jedoch in der Vergangenheit schwere Probleme und Konflikte im Bereich der Wasserressourcen sowie eine Verschlechterung der Umweltsituation ausgelöst.

## Topografie
Das Lerma-Chapala-Becken wird in drei Hauptbecken und 19 Teilbecken unterteilt. Das obere Becken umfasst die Region oberhalb von 2000 m ü. d. M., das flächenmäßig größte mittlere Becken beginnt unterhalb von 2000 m ü. d. M. und fällt allmählich auf 1600 m ab. In diesem Mittelbecken befindet sich der Bajío, eine fruchtbare sowie wirtschaftlich und industriell gut entwickelte Region. Das untere Becken liegt unterhalb von 1600 m ü. d. M. und endet etwas unterhalb des mittleren Wasserspiegels des Chapala-Sees auf 1490 m Höhe. Ungefähr 90 % der Beckenfläche sind mit Basaltgestein unterlegt.
Der Río Lerma entsteht auf einem Hochplateau in über 2600 m ü. d. M. durch den Zusammenfluss mehrere Bäche, die in den Bergen südlich und östlich des Toluca-Tals in einer Höhe von mehr als 3800 m ü. d. M. entspringen. Der Lerma ist kein besonders wasserreicher Fluss, vor allem in der Trockenzeit führt er wenig Wasser. Der Oberflächenabfluss im Zeitraum von 1949 bis 2005 betrug durchschnittlich 4740 Hektokubikmeter pro Jahr, die Flussbreite geht selten über 30 m hinaus. Nebenflüsse sind der Río Turbio, Río Guanajuato, Río Apaseo, Río Laja, Arroyo Angelo und der Río Duero.

## Stauanlagen und Seen
Es gibt eine Reihe von Stauanlagen im Lerma-Chapala-Becken. Die Seen Chapala, Yuriria und Cuitzeo sind die drei wichtigsten natürlichen Seen, die jedoch durch wasserbauliche Maßnahmen umgestaltet wurden. Die Seen Cuitzeo und Pátzcuaro sind endorheisch. Ein kleinerer Staudamm bei Poncitlán mit Ablauf in den Santiago erhöht die Lagerkapazität des Chapala-Sees, der die wichtigste Wasserquelle für die Metropolregion Guadalajara darstellt und fast 75 % der Wasserversorgung ausmacht.

## Geschichte
Die Entwicklung der Bewässerung im Lerma-Chapala-Becken im großen Maßstab begann mit der Ankunft der Spanier und der daraus resultierenden Kolonisierung des Beckens. Der Entdeckung der Silberminen in Guanajuato in den 1550er Jahren folgte die raschen Besiedlung des mittleren Lerma-Beckens und die Entwicklung der Bewässerungswirtschaft für den Weizenanbau, meist auf Privatinitiative und durch Klöster. Die steigende Nachfrage nach Getreide durch die Städte führte im 17. und 18. Jahrhundert zu einer Expansion der Bewässerung, welche auf flussläufigen Bewässerungssystemen und der intelligenten Nutzung von Hochwasser basierte, durch den Bau von sogenannten Cajas de Agua („Wasserkästen“). Dabei handelte es sich um ein System von miteinander verbundenen und eingedeichten Feldern von jeweils 5 bis 200 Hektar, die nacheinander mit Flutwasser gefüllt werden konnten, hauptsächlich aus den Nebenflüssen des Río Lerma. Gegen Ende der Kolonialzeit wurden die Wasserressourcen des Lerma-Chapala-Beckens bereits intensiv genutzt, und bis 1900 war das Bewässerungspotenzial der Nebenflüsse des Río Lerma mit rund 60.000 Hektar weitgehend ausgeschöpft.